# Masacre de Cadereyta Jiménez
La masacre de Cadereyta Jiménez ocurrió en la Carretera Federal 40 entre el 12 y 13 de mayo de 2012. Las autoridades mexicanas afirmaron que 49 personas fueron decapitadas y mutiladas por miembros del cártel de la droga Los Zetas y arrojadas a un costado de la carretera cerca de la ciudad de Cadereyta Jiménez en el norte de México. El Blog del Narco, un blog que documenta eventos y personas de la Guerra contra las drogas en México de forma anónima, informó que el número real (no oficial) de muertos puede ser de más de 68 personas. Los cuerpos fueron encontrados en el poblado de San Juan del municipio de Cadereyta Jiménez, Nuevo León alrededor de las 4 de la madrugada. en una carretera sin peaje que conduce a Reynosa, Tamaulipas.
Los cuarenta y tres hombres y seis mujeres asesinados tenían la cabeza, los pies y las manos cortadas, lo que dificulta su identificación. Los muertos también presentaban señales de tortura y estaban metidos en bolsas de plástico. Los sospechosos arrestados han indicado que las víctimas eran miembros del Cártel del Golfo, pero las autoridades mexicanas no han descartado la posibilidad de que se trate de migrantes que se dirigían a Estados Unidos. Cuatro días antes de este incidente, 18 personas fueron encontradas decapitadas y desmembradas cerca de la segunda ciudad más grande de México, Guadalajara. Un importante centro de almacenamiento de cocaína, marihuana y otras drogas ilegales destinadas a los consumidores estadounidenses..
Los pozos de gas natural y los ductos que recorren Cadereyta Jiménez y la frontera entre Estados Unidos y México también han sido los más explotados por los ladrones, que abastecen de gasolina y otros recursos naturales al submundo criminal de México. Los narcotraficantes han atesorado durante mucho tiempo pequeños pueblos, ranchos y comunidades aisladas en Nuevo León. Diversos cárteles  han estado luchando por el control territorial de las rutas de contrabando hacia los Estados Unidos, y esta masacre puede ser "el último golpe en una creciente guerra de intimidación entre bandas de narcotraficantes". Los cárteles también luchan por el control de los mercados locales de drogas y las redes de extorsión, incluyendo chantajes a migrantes que intentan llegar a los Estados Unidos. Además, el descubrimiento parece hacer eco de varios otros eventos de asesinatos en masa donde los cárteles de la droga han dejado grandes cantidades de cuerpos en lugares públicos como advertencias a sus rivales.
Las autoridades han atribuido gran parte de la violencia a Los Zetas, un cártel creado originalmente por excomandos que desertaron del ejército mexicano en la década de 1990, escindidos del Cártel del Golfo.

## Trasfondo
Cadereyta Jiménez es un importante centro de almacenamiento de cocaína, marihuana y otras drogas ilegales con destino a los consumidores estadounidenses. Los pozos y ductos de gas natural que atraviesan Cadereyta y la frontera entre Estados Unidos y México también han sido los más explotados por los ladrones, suministrando gasolina y otros recursos naturales al hampa criminal de México. Los pequeños pueblos y comunidades aisladas de Nuevo León han sido atesorados durante mucho tiempo por narcotraficantes. Las organizaciones delictivas han estado luchando por el control territorial de las rutas de contrabando a los Estados Unidos, y esta masacre puede ser el «último golpe en una creciente guerra de intimidación entre bandas de narcotraficantes». Además, el descubrimiento parece hacerse eco de varios otros eventos de asesinatos en masa en los que los cárteles de la droga han dejado grandes cantidades de cadáveres en lugares públicos como advertencia a sus rivales. Las autoridades han culpado de gran parte de la violencia a Los Zetas, un cártel originalmente creado por excomandos que desertaron del ejército mexicano en la década de 1990, y al Cártel de Sinaloa, una organización originalmente encabezada por Joaquín «Chapo» Guzmán.

### Lucha entre cárteles en la región
Desde 2011, Los Zetas y el cártel de Sinaloa surgieron como los principales grupos criminales en los inicios de la guerra contra las drogas en México, con bandas más pequeñas alineándose en ambos lados, tratando de manejar las rutas de trasiego de droga.
Una serie de asesinatos en masa han convulsionado a México en 2011 y 2012. Muchos de ellos ocurrieron en estados del norte, donde Los Zetas han librado una guerra contra organizaciones rivales del narcotráfico por el control de las rutas de contrabando hacia Estados Unidos.
La banda de Los Zetas se remonta a 1999, cuando desertores del Fuerzas Especiales del Ejército Mexicano se unieron a las filas del Cártel del Golfo. No obstante, las dos organizaciones se separaron a principios de 2010 y desde entonces han luchado por el control de las rutas de tráfico. El poderoso Cártel de Sinaloa, rival mortal de los Zetas, se ha levantado y ha luchado contra Los Zetas también. Desde finales de abril de 2012, Los Zetas estuvieron bajo inmensa presión por la alianza entre el cártel del Golfo y el cártel de Sinaloa. En marzo de 2012, trece miembros de Los Zetas fueron asesinados y desmembrados por el Cártel de Sinaloa en una guerra territorial; Los Zetas respondieron de la misma manera, matando al menos a 10 miembros del Cártel de Sinaloa en el territorio de su rival.

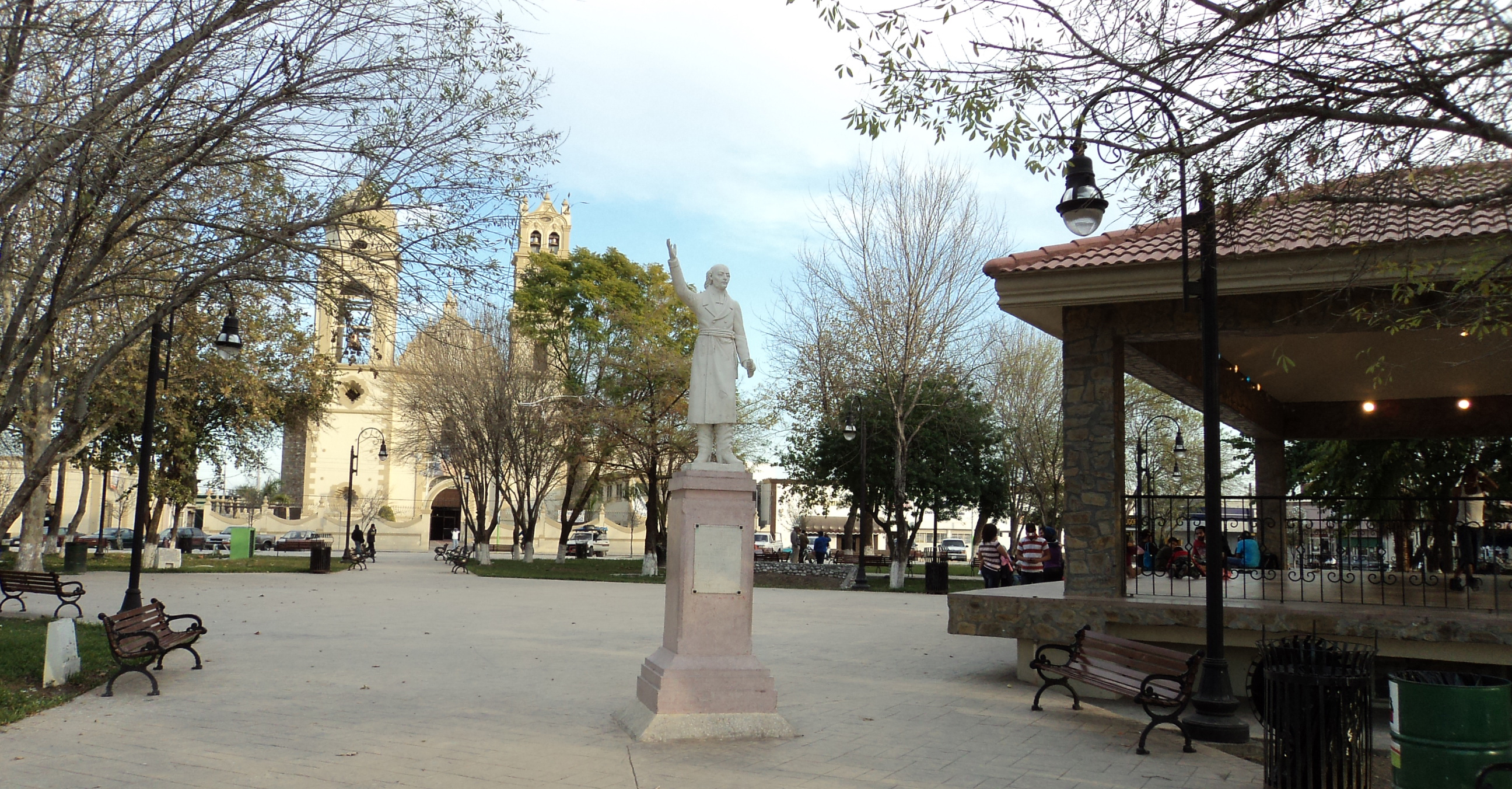
Vista de la plaza principal de Cadereyta Jiménez

Gran parte de la violencia entre Los Zetas y el cártel de Sinaloa es el resultado de la lucha por los suministros de cocaína de Sudamérica. Del lado de la oferta, las crecientes presiones sobre el capo de Sinaloa Joaquín Guzmán Loera, cuyas operaciones en Colombia en 2012 impulsaron a su organización a apoderarse de mayores porciones de cocaína de Perú y Ecuador, amenazaron las líneas de suministro de Los Zetas y desencadenaron ataques de ojo por ojo entre ambos cárteles. El cártel de Sinaloa y Los Zetas son "opuestos regionales y culturales", porque la organización de Sinaloa ha estado moviendo drogas desde las zonas rurales de México hacia el norte hasta los Estados Unidos durante generaciones, mientras que Los Zetas son recién llegados de la costa este más urbana. Además, Los Zetas es un cártel transitorio sin territorio real ni una fuente segura de ingresos, mientras que el Cártel de Sinaloa tiene un lucrativo negocio de cocaína y el control de rutas y territorios de contrabando. Pero los primeros están fuertemente armados, mientras que el brazo represivo del segundo fue más débil.
El cártel de Sinaloa utiliza ataques de represalia como una forma de derribar a los recién llegados; para Los Zetas, se trata de mantener su reputación violenta, el activo más preciado de la organización. Además, Los Zetas representan una amenaza armada mayor para el gobierno mexicano que los cárteles más antiguos del país debido a la brutalidad de sus ataques contra las fuerzas de seguridad, su desprecio por las vidas de los civiles y sus hábitos peligrosos que van más allá de los "códigos tácitos de los traficantes más antiguos". Los Zetas, a diferencia de otros cárteles de la droga tradicionales, actúan con táctica de guerrillas; un jefe de policía en México explicó cómo los Zetas hacían llamadas telefónicas anónimas para que la policía saliera a las calles, bloqueaban la carretera donde estaba la policía y luego abrían fuego desde todos los lados. Además, el objetivo de Los Zetas difiere mucho del de otras organizaciones de narcotráfico en México. Otros cárteles se centran principalmente en la producción y el tráfico de drogas, mientras que Los Zetas a menudo se trasladan a zonas urbanas para diversificar su agenda criminal y llevar a cabo una serie de delitos. Su presencia representa un nuevo modelo para el crimen organizado, que ha desbancado a muchos cárteles antiguos con sus brutales tácticas violentas que desestabilizan a México.
Además la fallida estrategia de combatir al narcotráfico en el estado de Nuevo León y en todo México dejaron a más de 50,000 personas muertas durante el sexenio del presidente Felipe Calderón. Su estrategia militar poco después de asumir el cargo aumentó la violencia en el país y erosionó el apoyo del Partido Acción Nacional (PAN), que no recuperó el asiento presidencial en las elecciones generales mexicanas de 2012. La ciudad de Monterrey fue durante mucho tiempo un bastión del PAN, y la comunidad empresarial local ha estado "furiosa" por la violencia en su ciudad. Las encuestas mostraron que los votantes pensaban que el Partido Revolucionario Institucional (PRI), que gobernó México ininterrumpidamente desde 1929 hasta 2000, probablemente controlará y reprimirá la violencia."Están condenados por la corrupción", y los críticos han acusado al PRI de hacer tratos con los cárteles para mantener la paz en el país.

## Consecuencias directas
Poco después de la masacre, más de 50 policías custodiaban el municipio de Cadereyta. Y durante más de siete horas, el tramo de la Carretera Federal Mexicana 40 donde ocurrió la masacre fue bloqueado por agentes federales y policías estatales.
La Procuraduría General de México (PGR) atribuyó la escalada de violencia en el país a las organizaciones criminales encabezadas por Joaquín Guzmán Loera (alias El Chapo) e Ismael Zambada García (alias El Mayo), quienes encabezan el cartel de Sinaloa; y a Heriberto Lazcano Lazcano (alias El Lazca) y Miguel Treviño Morales (alias Z-40), quienes solían encabezar el cártel de la droga Los Zetas.
 Según el gobierno mexicano, los dos cárteles han cometido "actos irracionales de violencia inhumana e inadmisible en su disputa" y han creado "la más definitiva de todas las guerras de cárteles" en México.
El Gobierno federal mexicano emitió un comunicado el 13 de mayo de 2012 condenando los ataques. 
La Secretaría de Gobernación (Segob) ofreció su apoyo para ayudar a las autoridades del estado de Nuevo León a encontrar a los responsables. También se pidió a las autoridades municipales del estado mantener la coordinación y trabajar al unísono con el gobierno federal.  Las autoridades mexicanas pidieron entonces a la población mantener la calma, ya que la masacre tuvo lugar en una zona remota y en la oscuridad de la madrugada.
Además, la SEGOB enfatizó que en cuanto al Ataque al casino de Monterrey y la Masacre de San Fernando, se hará justicia.

### Video de YouTube
Un artículo del Blog del Narco del 15 de mayo de 2012 señalaba un YouTube que muestra a varios miembros de Los Zetas deshaciéndose de los cuerpos masacrados en la carretera de Cadereyta. 
El video, grabado por un hombre anónimo que al mismo tiempo daba instrucciones a sus secuaces, tiene una duración de aproximadamente 7 minutos. Muestra cómo los cuerpos fueron trasladados en un camión de volteo hasta la zona donde fueron encontrados. sobrela escena oscura del video, se escucha de fondo una voz que grita: "¿Cuántos quedan? ¿Cuántos quedan?. 
Junto a los cadáveres colocaron una pancarta:

"Esto les va a pasar a todos los miembros de los cárteles del Golfo y de Sinaloa; a los marinos mexicanos; a la policía federal; y a las fuerzas gubernamentales. Nadie puede detenernos. Atentamente, El Loco, Miguel Treviño Morales (Z-40), y Comandante Heriberto Lazcano."
Los Zetas

### 'Narcomantas' de Los Zetas
El 15 de mayo de 2012, Los Zetas supuestamente colocaron cinco narcopancartas en puentes o en otros lugares públicos de San Luis Potosí y Zacatecas, negando responsabilidad por la masacre de Cadereyta Jiménez. También se colocaron otras pancartas en Monterrey y Nuevo Laredo. En las pancartas escritas, Los Zetas se desvincularon de la matanza en Nuevo León y pidieron al gobierno federal mexicano que realizara una investigación antes de culparlos. Las pancartas sugerían que la masacre fue perpetrada por el Cártel del Golfo, diciendo que Los Zetas habrían arrojado los cuerpos dentro de la ciudad de Reynosa, Tamaulipas (dentro del territorio del Cártel del Golfo), en lugar de en Cadereyta Jiménez, Nuevo León, su propio territorio; Los Zetas, sin embargo, asumieron la responsabilidad de los 18 asesinados en Jalisco y los 9 colgados en Nuevo Laredo. Las pancartas fueron retiradas inmediatamente por las autoridades mexicanas.
Las autoridades manifestaron que no han acusado formalmente a Los Zetas por llevar a cabo la masacre, y que solo declararon el contenido de las pancartas encontradas junto a los cuerpos.
Posteriormente se demostró que Los Zetas colocaron las mantas para confundir a las autoridades sobre su participación en la masacre.

## Investigaciones
En 2012, el estado de Nuevo León y estados aledaños sufrieron un deterioro en materia de seguridad gracias conflicto entre Los Zetas y el Cartel del Golfo. Los informes de desapariciones forzadas en la entidad no ha hecho más que aumentar en los años siguientes. El municipio de Cadereyta Jiménez (una comunidad industrial de clase media donde se encontraron los cuerpos) es conocido por su fábrica de escobas, una refinería de petróleo y su papel histórico como uno de los primeros lugares donde se jugó béisbol en México. Sin embargo, al menos cinco empleados municipales fueron asesinados en abril de 2012; apenas una semana antes de la masacre, un general militar intervino y se hizo cargo de la mermada fuerza policial de la ciudad. Cadereyta Jiménez es el municipio más violento de Nuevo León que no forma parte del área metropolitana de Monterrey.
Inicialmente, las autoridades mexicanas informaron del hallazgo de 37 cadáveres la madrugada del 13 de mayo de 2012 en la localidad de San Juan, 75 millas (125 kilómetros) al suroeste de la ciudad fronteriza de Roma, Texas. Sin embargo, tras un examen más detallado en el lugar, las cifras oficiales llegaron a 49 muertos. Los cuerpos fueron descubiertos en la Carretera Federal 40 alrededor de las 4 a. m. , lo que obligó a la policía mexicana y a las tropas federales a cerrar la carretera. Todas las víctimas estaban decapitadas y desmembradas; ninguna de las víctimas fue asesinada a tiros. Según testimonios de varios civiles sanjuaninos, ya entrada la noche anterior al descubrimiento de los cadáveres, se podía percibir a lo lejos un olor fétido, pero ninguno imaginaba que en realidad el hedor provenía de cuerpos desmembrados. Cuando los peritos forenses comenzaron a levantar los cadáveres, tuvieron que utilizar mascarillas porque la intensidad del olor era intolerable. Las autoridades mexicanas de la zona tuvieron que taparse la boca y la nariz por el mismo motivo.
La fiscalía declaró que las víctimas fueron desmembradas para evitar su identificación. Sin embargo, se cree que las víctimas tenían más de 25 años de edad, y muchas de ellas tenían tatuajes de la Santa Muerte, una parca esquelética femenina, lo que podría facilitar su identificación. Los cuerpos fueron trasladados al hospital de la Universidad de Monterrey para pruebas de ADN y mayor investigación; Se ordenó a decenas de militares que protegieran el área circundante. El portavoz de seguridad de Nuevo León dijo que las 49 personas fueron asesinadas hasta 48 horas antes en un lugar diferente, muy probablemente en el vecino estado de Tamaulipas, y luego transportadas en camión hasta donde fueron encontradas. Además, dijo en una conferencia de prensa que una pancarta dejada en el lugar llevaba un mensaje en el que Los Zetas se responsabilizaban del asesinato. Una gran "Z 100%" negra fue pintada con aerosol en una señal de tráfico cerca de donde se encontraron los cuerpos. La policía mexicana ha tomado este mensaje pintado con aerosol como una referencia a Los Zetas, que a menudo dejan mensajes firmados "Z" en las escenas del crimen para intimidar tanto a las autoridades como a sus rivales.
También se señaló que no había habido desapariciones forzadas en la zona en los días anteriores, por lo que no descartaron la posibilidad de que los asesinados fueran migrantes con destino a los Estados Unidos. Univisión sugirió que, debido al gran número de personas en esta masacre, los asesinados podrían haber sido inmigrantes ilegales que fueron secuestrados de un autobús en el que viajaban y luego asesinados por Los Zetas por «no pagar la 'cuota'». Las autoridades tampoco han descartado la posibilidad de que la masacre fuera el resultado de un «ajuste de cuentas» entre las organizaciones criminales de México. Javier Del Real, secretario de Seguridad Pública del estado, mencionó que el propósito de la masacre era «llamar la atención de la gente, y lo logró».
El Salvador solicitó a México los resultados de ADN de las víctimas de Cadereyta para asegurarse si los asesinados eran migrantes de su país, pero hasta julio de 2012, ninguno de los cuerpos ha sido identificado.

## Arrestos
El 17 de mayo de 2012, el ejército mexicano detuvo a ocho miembros del Cartel del Golfo en la pequeña ciudad nororiental de China, Nuevo León. Funcionarios de la Secretaría de la Defensa Nacional (SEDENA) declararon que los miembros fueron capturados durante una operación militar en el área en la que, al parecer, se incautó cocaína. Inicialmente se creyó que los detenidos habían estado involucrados en el arrojamiento de 49 cadáveres mutilados en Cadereyta Jiménez. La masacre fue vista como un intento por parte del Cartel del Golfo de avivar la represión policial en el territorio de Los Zetas, una táctica conocida como «calentar la plaza». Sin embargo, las autoridades mexicanas confirmaron más tarde que el verdadero autor de la masacre fueron Los Zetas.
Tras el descubrimiento de los 49 cadáveres, el ejército mexicano implementó la Operación Rastrillo para coordinar a los comandantes regionales en los estados fronterizos con Nuevo León para sellar e impedir el movimiento de delincuentes hacia otras zonas de la región. En Guadalupe, el 18 de mayo de 2012, el operativo condujo a la captura de Jesús Daniel Elizondo Ramírez, apodado «El Loco». Daniel Elizondo era el líder de una célula importante dentro de Los Zetas que fue responsable de la masacre. Según las autoridades, se unió a un grupo de sicarios en 2008 que buscaba ampliar la presencia del grupo en Guatemala; Durante su estadía en ese país, participó en muchos enfrentamientos armados con narcotraficantes locales, incluido uno que mató a Juan José León Ardón alias «El Juancho», uno de los narcotraficantes más buscados. También es responsable de varios secuestros y asesinatos en Cadereyta, junto con el asesinato del Secretario de Desarrollo Social del estado. Las autoridades mexicanas confirmaron el 21 de mayo de que Daniel Elizondo recibió órdenes de Heriberto Lazcano y Miguel Treviño Morales de llevar a cabo la masacre en Cadereyta para «causar confusión» entre la población y las autoridades. Elizondo, sin embargo, desobedeció las órdenes de sus líderes y arrojó los cuerpos en la Carretera Federal 40 en lugar de arrojarlos en la plaza pública principal de Cadereyta, donde estaba previamente planeado. Los cuerpos fueron transportados desde Los Herreras a Cadereyta, dos municipios entre la ciudad de Monterrey y el Río Bravo.
Tras las detenciones del 17 de mayo de 2012, el ejército mexicano obtuvo información de la existencia de cinco fosas clandestinas en China, Nuevo León.  Las cinco fosas individuales, en un rancho conocido como 'La Gloria' justo en el límite con Tamaulipas e identificadas por miembros de Los Zetas, fueron exhumadas por las autoridades. Las autoridades, sin embargo, dijeron que los cadáveres encontrados eran "esqueletos completos", descartando la posibilidad de que sean víctimas de la masacre de Cadereyta. The bodies were calcined and in an advance state of decomposition. 
En la ciudad de Santa Catarina, Nuevo León, la Armada de México arrestó a José Ricardo Barajas López el 3 de agosto de 2012, otro miembro del cártel responsable de la masacre. Es uno de los 37 fugitivos que escaparon durante el motín de la prisión de Apodaca en febrero de 2012, donde fueron asesinados 44 reclusos del Cártel del Golfo. Según las autoridades mexicanas, Barajas López entregó a los 49 presuntos miembros del Cártel del Golfo a un hombre conocido como Tula, quien remitió las víctimas a Rolando Fernando Sánchez González, ex policía y jefe regional de Los Zetas en Santa Catarina, para su ejecución. 
Dos meses después de las detenciones, las autoridades mexicanas no han podido identificar a las víctimas de la masacre. Por lo tanto, lo más probable es que los cuerpos sean enviados a cementerios locales, aunque muchas organizaciones civiles protestaron en contra de esto.
En mayo de 2022, organizaciones de familiares de víctimas de personas desaparecidas de México y Centroamérica alertaron que diez años después de la matanza, señalaron la impunidad y opacidad en que solo se han identificado a diecinueve personas, entre las que se encuentran ciudadanos de origen hondureño, a cuatro mexicanos, dos nicaragüenses y un guatemalteco.